# 중국국제항공 카고의 운항 노선
2018년 1월 기준으로 중국국제항공은 다음과 같이 운항하고 있다.

## 운항 노선

### 아시아
- 중화인민공화국
  - 베이징 - 베이징 수도 국제공항 허브
  - 상하이
    - 상하이 푸둥 국제공항 허브
    - 상하이 훙차오 국제공항

  - 정저우 - 정저우 신정 국제공항
  - 청두 - 청두 솽류 국제공항
  - 충칭 - 충칭 장베이 국제공항
  - 톈진 - 톈진 빈하이 국제공항
- 홍콩
  - 홍콩 - 홍콩 첵랍콕 국제공항
- 일본
  - 도쿄
    - 하네다 국제공항
    - 나리타 국제공항

  - 오사카 - 간사이 국제공항
- 중화민국
  - 타이베이
    - 타이완 타오위안 국제공항
    - 타이베이 쑹산 공항

### 유럽
- 네덜란드
  - 암스테르담 - 암스테르담 스키폴 국제공항[2]
- 러시아
  - 노보시비르스크 - 톨마초보 공항
- 벨기에
  - 리에주 - 리에주 공항[3]
- 덴마크
  - 코펜하겐 - 코펜하겐 공항
- 독일
  - 프랑크푸르트 - 프랑크푸르트 국제공항
- 스페인
  - 사라고사 - 사라고사 공항
- 프랑스
  - 파리 - 파리 샤를 드 골 공항

### 아메리카
- 미국
  - 뉴욕 - 존 F. 케네디 국제공항
  - 댈러스 - 댈러스 포트워스 국제공항
  - 로스앤젤레스 - 로스앤젤레스 국제공항
  - 시카고 - 오헤어 국제공항
  - 앵커리지 - 테드 스티븐스 앵커리지 국제공항